# Dekorativ stavning
Dekorativ stavning är när man använder andra — helst sällsynta — eller fler bokstäver, än de som fordras för att återge ett ljud.  Under slutet av medeltiden, när man hade övergått från att pränta på pergament till att skriva på papper, blev man mer generös med bokstäver än vad man tidigare hade varit. Då kunde man till exempel få en ordbild som schriffwa. Ofta var det dubbelskrivningar av konsonanter som i ffonger 'fångar', aff, hwss 'hus', dhagh 'dag', och wlldtt 'ull'. 
Dubbelskrivning av konsonanter användes nästan enbart mellan vokaler (den första av dem var kort). Undantag var skrivningar med ff i en del ord som aff, bleff eller ss som i ross 'ros', priss 'pris'.
Under 1900- och 2000-talen kan man tala om dekorativ stavning bland annat när man använder en för svenska mer främmande stavning, som när man skriver 'quartz' istället för 'kvarts', 'discotèque' istället för 'diskotek' eller 'refuge' för 'refug'. Även studentikos stavning har hämtat inspiration från den dekorativa stavningens former.  
Vanligare är det att för- eller efternamn får en stavning som avviker från dagens skrivregler. Sådana skrivsätt följer helst äldre stavningsregler men kan också avvika från dessa. I bägge fallen är gärna syftet vara särskiljande som exempelvis de fiktiva Chronschough och Peterzohn.
Också när det gäller ortnamn används begreppet dekorativ stavning. Här gäller det när ortnamn, speciellt korta sådana, är utfyllda med extra bokstäver, till exempel Moo, Nääs, Vij  och Öhn. Dessa och liknande stavningar går tillbaka till tiden före stavningsreformen 1906, då sådana traditionella stavningar fortfarande var helt korrekta. Sedan medeltiden hade det varit vanligt med dubbelskrivning av långa vokaler, tillägg av h efter vokal eller (efter i) tillägg av j.